# مهدی‌آباد (دشت زرین)
مهدی‌آباد روستایی در دهستان دشت زرین بخش مرکزی شهرستان کوهرنگ استان چهارمحال و بختیاری ایران است.

## جمعیت
بر پایه سرشماری عمومی نفوس و مسکن در سال ۱۳۹۵ جمعیت این روستا کمتر از ۳ خانوار بوده‌است.